# Agente provocador
Um agente provocador (em francês, agent provocateur, agents provocateurs no plural), é uma pessoa secretamente empregada por um determinado grupo para incentivar membros do grupo-alvo a cometer ou ser associado a atos ilícitos. O termo também pode se referir a pessoas que infiltram grupos com o objetivo de diminuir sua credibilidade incentivando membros a cometerem atos radicais, ou cometendo atos radicais em nome do grupo, a fim de justificar o uso de força armada.
Os agentes provocadores são agentes diretamente designados para provocar agitação, violência, debate, controvérsia ou descrédito através (ou dentro) de um grupo enquanto agem como membros do mesmo.

## Tipos
Uma utilização comum dos agentes provocadores é na investigação de crimes consentidos ou "crimes sem vítimas"; visto que os participantes destes crimes tem o desejo de praticá-lo, é bastante difícil para as autoridades descobrirem tais crimes sem o uso de agentes infiltrados.
Agentes provocadores também são usados contra prisioneiros políticos. Aqui tem sido bem documentado  que os "provocadores" executam ou incitam actos contraproducentes ou inadequados, com o objetivo de alimentar o desprezo do público pelo grupo e prover um pretexto para agressão e para agravar as punições a que os seus membros estão sujeitos. Terroristas actuam algumas vezes como agentes provocadores quando buscam provocar uma ação repressiva do governo cuja representatividade desejam questionar. Neste sentido, a provocação pode ser combinada com o apoio ao terrorismo.
Historicamente, a actividade do agente provocador têm sido uma táctica operacional dos agentes infiltrados que podem ser pagos para se imiscuir, monitorar, destruir e/ou subverter entidades sindicais.

## No Brasil
No Brasil, os casos mais célebres da acção de agentes provocadores foram:
- Do major Jorge Elias Ajus, que se infiltrou na Insurreição anarquista de 1918, durante a I Guerra Mundial, cuja meta era derrubar o governo e realizar uma revolução social. Afirmando apoiar a causa como representante de uma parcela dos setores baixos do exército e incitando os demais a ação, Ajus na verdade trabalhava como espião para o governo federal delatando todos seus movimentos e levando a prisão seus principais articuladores, entre eles o filólogo libertário José Oiticica;

- O caso do "Cabo Anselmo", que teria agido[1] como agente provocador, a serviço tanto dos órgãos de segurança brasileiros,[2][3] como da CIA,[4] para provocar a Revolta dos Marinheiros de 1964, um dos estopins do golpe militar desencadeado na noite de 31 de março daquele ano[5] (ver: atividades da CIA no Brasil);

- Nos protestos de 2013 as redes sociais reportaram casos de policiais infiltrados (também chamados de P2) entre manifestantes, atuando como agentes provocadores.[6]

## Na Europa

### Em Portugal
A utilização de agentes provocadores e de policiais infiltrados tornou-se particularmente visível nos protestos que ocorrem desde a formação do XIX Governo Constitucional. A presença desses agentes em manifestações e acções associadas às greves gerais de 11 de Novembro de 2011, 22 de Março e 14 de Novembro de 2012 tem sido denunciada através de relatos, fotografias e vídeos feitos por cidadãos. A Plataforma 15 de Outubro (associada aos movimentos Occupy e Indignados), formada a partir das mobilizações de 2011 (denominadas Geração à Rasca), afirma que a presença desses agentes constitui uma estratégia governamental para criminalizar os protestos.

### Rússia

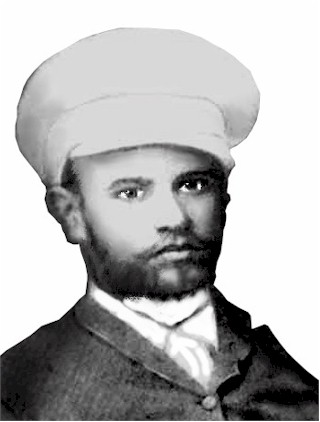
Yevno Azef, agente provocador do czarismo.

As actividades de agentes provocadores contra os revolucionários no Império Russo constituem exemplos notórios. As actividades dos agentes provocadores contra dissidentes na Rússia Imperial foi um dos agravantes que levaram a Revolução Russa de 1917. Yevno Azef é um exemplo de agente provocador. Evidências indicam que Josef Stálin seria um agente provocador a serviço da Okhrana (polícia secreta tsarista).

### Alemanha
Sir John Retcliffe foi um famoso agent provocateur da polícia secreta da Prússia.
Em 2001, na 27ª Cimeira do G8, polícia e serviços de segurança infiltraram-se em black blocs com agentes provocadores. As alegações surgiram pela primeira vez após uma sequência de vídeo na qual "homens de negro foram vistos sair de carrinhas da polícia perto das marchas de protesto"

### Repressão ao crime
Em vários países europeus, "agente provocador" é uma expressão legal oficial para definir uma pessoa que aborda outras com ofertas de suborno, com o consentimento da polícia. Isto tem se provado bastante eficaz no combate à corrupção em países do Leste Europeu.

## Nos Estados Unidos
Nos Estados Unidos, o programa COINTELPRO do Federal Bureau of Investigation possui agentes que se fazem passar por políticos radicais a fim de destruir as actividades de grupos políticos radicais estadunidenses, tais como os Panteras Negras, a Ku Klux Klan e o Student Nonviolent Coordinating Committee.
Agentes policiais de Nova Iorque foram acusados em 2004 de agir como agentes provocadores durante protestos contra a Convenção Nacional do Partido Republicano, realizado naquela cidade.
As actividades dos agentes provocadores levantam várias questões éticas e legais. No âmbito da jurisdição da common law, a lei de entrapment busca discernir se o alvo da "provocação" pretendia cometer o crime do qual participou com o agente provocador, ou se a sugestão para cometer o crime partiu do provocador. É também motivo de discussão se a fraude institucionalizada que o uso de agentes provocadores implica, não é, de facto, mais daninha para a ordem social do que os vários delitos consentidos tipicamente investigados pelos provocadores.